# Puchar Panamerykański w Piłce Siatkowej Mężczyzn 2018
Puchar Panamerykański w Piłce Siatkowej Mężczyzn 2018 – odbył się w Córdobie w Meksyku w dniach 28 sierpnia-2 września 2018 roku. Była to trzynasta edycja turnieju. Wzięło w nim udział 12 zespołów z dwóch konfederacji.

## System rozgrywek
XIII Puchar Panamerykański w Piłce Siatkowej Mężczyzn rozgrywany był według poniższego systemu
- W zawodach brało udział 12 zespołów.
- Zespoły zostały podzielone na trzy grupy, w grupach rozgrywki odbywają się systemem "każdy z każdym".
- Przy ustalaniu kolejności zespołów w tabeli decydują: punkty i liczba meczów wygranych, współczynnik punktowy (iloraz punktów zdobytych do straconych), współczynnik setowy (iloraz setów zdobytych do straconych).
- Drużyny z pierwszych miejsc w grupie automatycznie awansują do półfinału, drużyny z miejsc drugiego i trzeciego muszą rozegrać dodatkowy mecz o wejście do półfinału.

## Drużyny uczestniczące
| Grupa A                     | Grupa B                             | Grupa C                                    |
| --------------------------- | ----------------------------------- | ------------------------------------------ |
| Chile Kuba Gwatemala Meksyk | Kanada Brazylia Kolumbia Dominikana | Stany Zjednoczone Argentyna Peru Portoryko |

## Faza grupowa
awans do półfinału
     awans do ćwierćfinału
     mecze o miejsca 7-10

### Grupa A
Tabela
| Lp. | Drużyna   | Mecze | Mecze | Mecze | Pkt | Małe punkty | Małe punkty | Małe punkty | Sety | Sety | Sety  |
| Lp. | Drużyna   | M     | W     | P     | Pkt | zdob.       | str.        | ratio       | wyg. | prz. | ratio |
| --- | --------- | ----- | ----- | ----- | --- | ----------- | ----------- | ----------- | ---- | ---- | ----- |
| 1   | Kuba      | 3     | 3     | 0     | 12  | 276         | 226         | 1.221       | 9    | 3    | 3.000 |
| 2   | Meksyk    | 3     | 2     | 1     | 12  | 248         | 233         | 1.064       | 8    | 3    | 2.667 |
| 3   | Chile     | 3     | 1     | 2     | 6   | 221         | 220         | 1.005       | 4    | 6    | 0.667 |
| 4   | Gwatemala | 3     | 0     | 3     | 0   | 163         | 229         | 0.712       | 0    | 9    | 0.000 |

Źródło: NORCECA
Punktacja: 3:0 – 5 pkt, 3:1 – 4 pkt, 3:2 – 3 pkt, 2:3 – 2 pkt, 1:3 – 1 pkt, 0:3 – 0 pkt
Zasady ustalania kolejności: 1. liczba zwycięstw, 2. liczba punktów, 3. stosunek małych punktów, 4. stosunek setów, 5. bilans w bezpośrednich meczach
Wyniki
| Data  | Godz. | Drużyna 1 | Wynik | Drużyna 2 | 1     | 2     | 3     | 4     | 5     | Widzów | * |
| ----- | ----- | --------- | ----- | --------- | ----- | ----- | ----- | ----- | ----- | ------ | - |
| 28.08 | 13:00 | Chile     | 1:3   | Kuba      | 22:25 | 25:17 | 19:25 | 21:25 |       | 300    |   |
| 28.08 | 21:00 | Meksyk    | 3:0   | Gwatemala | 25:18 | 25:20 | 29:27 |       |       | 1200   |   |
| 29.08 | 11:00 | Kuba      | 3:0   | Gwatemala | 25:16 | 25:13 | 25:16 |       |       | 300    |   |
| 29.08 | 21:00 | Meksyk    | 3:0   | Chile     | 25:22 | 25:18 | 25:19 |       |       | 1125   |   |
| 30.08 | 13:00 | Gwatemala | 0:3   | Chile     | 18:25 | 18:25 | 17:25 |       |       | 500    |   |
| 30.08 | 21:00 | Meksyk    | 2:3   | Kuba      | 25:20 | 16:25 | 25:21 | 12:25 | 16:18 | 1850   |   |

### Grupa B
Tabela
| Lp. | Drużyna    | Mecze | Mecze | Mecze | Pkt | Małe punkty | Małe punkty | Małe punkty | Sety | Sety | Sety  |
| Lp. | Drużyna    | M     | W     | P     | Pkt | zdob.       | str.        | ratio       | wyg. | prz. | ratio |
| --- | ---------- | ----- | ----- | ----- | --- | ----------- | ----------- | ----------- | ---- | ---- | ----- |
| 1   | Brazylia   | 3     | 3     | 0     | 15  | 227         | 166         | 1.367       | 9    | 0    | MAX   |
| 2   | Kanada     | 3     | 2     | 1     | 9   | 231         | 219         | 1.055       | 6    | 4    | 1.500 |
| 3   | Dominikana | 3     | 1     | 2     | 5   | 188         | 222         | 0.847       | 3    | 6    | 0.500 |
| 4   | Kolumbia   | 3     | 0     | 3     | 1   | 220         | 253         | 0.870       | 1    | 9    | 0.111 |

Źródło: NORCECA
Punktacja: 3:0 – 5 pkt, 3:1 – 4 pkt, 3:2 – 3 pkt, 2:3 – 2 pkt, 1:3 – 1 pkt, 0:3 – 0 pkt
Zasady ustalania kolejności: 1. liczba zwycięstw, 2. liczba punktów, 3. stosunek małych punktów, 4. stosunek setów, 5. bilans w bezpośrednich meczach
Wyniki
| Data  | Godz. | Drużyna 1  | Wynik | Drużyna 2  | 1     | 2     | 3     | 4     | 5 | Widzów | * |
| ----- | ----- | ---------- | ----- | ---------- | ----- | ----- | ----- | ----- | - | ------ | - |
| 28.08 | 15:00 | Brazylia   | 3:0   | Dominikana | 25:21 | 25:19 | 25:14 |       |   | 350    |   |
| 28.08 | 17:00 | Kanada     | 3:1   | Kolumbia   | 25:19 | 23:25 | 25:22 | 25:22 |   | 450    |   |
| 29.08 | 13:00 | Kolumbia   | 0:3   | Brazylia   | 25:27 | 17:25 | 12:25 |       |   | 325    |   |
| 29.08 | 17:00 | Dominikana | 0:3   | Kanada     | 20:25 | 20:25 | 16:25 |       |   | 350    |   |
| 30.08 | 15:00 | Kolumbia   | 0:3   | Dominikana | 23:25 | 24:26 | 25:27 |       |   | 450    |   |
| 30.08 | 17:00 | Brazylia   | 3:0   | Kanada     | 25:20 | 25:15 | 25:23 |       |   | 1100   |   |

### Grupa C
Tabela
| Lp. | Drużyna           | Mecze | Mecze | Mecze | Pkt | Małe punkty | Małe punkty | Małe punkty | Sety | Sety | Sety  |
| Lp. | Drużyna           | M     | W     | P     | Pkt | zdob.       | str.        | ratio       | wyg. | prz. | ratio |
| --- | ----------------- | ----- | ----- | ----- | --- | ----------- | ----------- | ----------- | ---- | ---- | ----- |
| 1   | Argentyna         | 3     | 3     | 0     | 14  | 253         | 201         | 1.259       | 9    | 1    | 9.000 |
| 2   | Portoryko         | 3     | 2     | 1     | 10  | 261         | 244         | 1.070       | 7    | 4    | 1.750 |
| 3   | Stany Zjednoczone | 3     | 1     | 2     | 6   | 215         | 232         | 0.927       | 4    | 6    | 0.667 |
| 4   | Peru              | 3     | 0     | 3     | 0   | 174         | 226         | 0.770       | 0    | 9    | 0.000 |

Źródło: NORCECA
Punktacja: 3:0 – 5 pkt, 3:1 – 4 pkt, 3:2 – 3 pkt, 2:3 – 2 pkt, 1:3 – 1 pkt, 0:3 – 0 pkt
Zasady ustalania kolejności: 1. liczba zwycięstw, 2. liczba punktów, 3. stosunek małych punktów, 4. stosunek setów, 5. bilans w bezpośrednich meczach
Wyniki
| Data  | Godz. | Drużyna 1         | Wynik | Drużyna 2         | 1     | 2     | 3     | 4     | 5 | Widzów | * |
| ----- | ----- | ----------------- | ----- | ----------------- | ----- | ----- | ----- | ----- | - | ------ | - |
| 28.08 | 11:00 | Stany Zjednoczone | 3:0   | Peru              | 25:21 | 25:14 | 26:24 |       |   | 200    |   |
| 28.08 | 19:00 | Argentyna         | 3:1   | Portoryko         | 20:25 | 25:15 | 33:31 | 25:17 |   | 750    |   |
| 29.08 | 15:00 | Peru              | 0:3   | Argentyna         | 20:25 | 22:25 | 15:25 |       |   | 300    |   |
| 29.08 | 19:00 | Portoryko         | 3:1   | Stany Zjednoczone | 23:25 | 25:18 | 25:19 | 25:21 |   | 625    |   |
| 30.08 | 11:00 | Peru              | 0:3   | Portoryko         | 17:25 | 20:25 | 21:25 |       |   | 500    |   |
| 30.08 | 19:00 | Stany Zjednoczone | 0:3   | Argentyna         | 19:25 | 21:25 | 16:25 |       |   | 1875   |   |

## Faza pucharowa

### Mecz o 11 miejsce
| Data  | Godz. | Drużyna 1 | Wynik | Drużyna 2 | 1     | 2     | 3     | 4     | 5 | Widzów | * |
| ----- | ----- | --------- | ----- | --------- | ----- | ----- | ----- | ----- | - | ------ | - |
| 31.08 | 13:00 | Peru      | 1:3   | Gwatemala | 16:25 | 25:23 | 23:25 | 19:25 |   | 275    |   |

### Mecze o miejsca 7-10
| Data  | Godz. | Drużyna 1  | Wynik | Drużyna 2         | 1     | 2     | 3     | 4 | 5 | Widzów | * |
| ----- | ----- | ---------- | ----- | ----------------- | ----- | ----- | ----- | - | - | ------ | - |
| 31.08 | 15:00 | Chile      | 3:0   | Kolumbia          | 25:14 | 25:19 | 25:16 |   |   | 400    |   |
| 31.08 | 17:00 | Dominikana | 0:3   | Stany Zjednoczone | 23:25 | 17:25 | 26:28 |   |   | 525    |   |

### Mecz o 9 miejsce
| Data  | Godz. | Drużyna 1 | Wynik | Drużyna 2  | 1     | 2     | 3     | 4 | 5 | Widzów | * |
| ----- | ----- | --------- | ----- | ---------- | ----- | ----- | ----- | - | - | ------ | - |
| 01.08 | 15:00 | Kolumbia  | 3:0   | Dominikana | 25:23 | 25:23 | 27:25 |   |   | 950    |   |

### Mecz o 7 miejsce
| Data  | Godz. | Drużyna 1 | Wynik | Drużyna 2         | 1     | 2     | 3     | 4     | 5 | Widzów | * |
| ----- | ----- | --------- | ----- | ----------------- | ----- | ----- | ----- | ----- | - | ------ | - |
| 01.08 | 17:00 | Chile     | 1:3   | Stany Zjednoczone | 24:26 | 18:25 | 29:27 | 22:25 |   | 1000   |   |

### Mecze o miejsca 1-6
|  |              |              |              |    |           |           |           |           |    |          |       |       |       |
|  | Ćwierćfinały | Ćwierćfinały | Ćwierćfinały |    |           | Półfinały | Półfinały | Półfinały |    |          | Finał | Finał | Finał |
|  | Ćwierćfinały | Ćwierćfinały | Ćwierćfinały |    |           | Półfinały | Półfinały | Półfinały |    |          | Finał | Finał | Finał |
|  |              |              |              |    |           |           |           |           |    |          |       |       |       |
|  |              |              |              |    |           |           |           |           |    |          |       |       |       |
|  |              |              |              | B1 | Brazylia  | 3         |           |           |    |          |       |       |       |
|  |              |              |              | B1 | Brazylia  | 3         |           |           |    |          |       |       |       |
|  | A2           | Meksyk       | 1            |    |           | C2        | Portoryko | 1         |    |          |       |       |       |
|  | A2           | Meksyk       | 1            |    |           | C2        | Portoryko | 1         |    |          |       |       |       |
|  | C2           | Portoryko    | 3            |    |           |           |           |           | B1 | Brazylia | 2     |       |       |
|  | C2           | Portoryko    | 3            |    |           |           |           |           | B1 | Brazylia | 2     |       |       |
|  |              |              |              |    |           | C1        | Argentyna | 3         |    |          |       |       |       |
|  |              |              |              |    |           | C1        | Argentyna | 3         |    |          |       |       |       |
|  |              |              |              | C1 | Argentyna | 3         |           |           |    |          |       |       |       |
|  |              |              |              | C1 | Argentyna | 3         |           |           |    |          |       |       |       |
|  | A1           | Kuba         | 3            |    |           | A1        | Kuba      | 1         |    |          |       |       |       |
|  | A1           | Kuba         | 3            |    |           | A1        | Kuba      | 1         |    |          |       |       |       |
|  | B2           | Kanada       | 0            |    |           |           |           |           |    |          |       |       |       |
|  | B2           | Kanada       | 0            |    |           |           |           |           |    |          |       |       |       |

### Ćwierćfinały
| Data  | Godz. | Drużyna 1 | Wynik | Drużyna 2 | 1     | 2     | 3     | 4     | 5 | Widzów | * |
| ----- | ----- | --------- | ----- | --------- | ----- | ----- | ----- | ----- | - | ------ | - |
| 31.08 | 19:00 | Kuba      | 3:0   | Kanada    | 25:15 | 25:23 | 25:23 |       |   | 675    |   |
| 31.08 | 21:00 | Meksyk    | 1:3   | Portoryko | 20:25 | 16:25 | 25:18 | 22:25 |   | 1000   |   |

### Półfinały
| Data  | Godz. | Drużyna 1 | Wynik | Drużyna 2 | 1     | 2     | 3     | 4     | 5 | Widzów | * |
| ----- | ----- | --------- | ----- | --------- | ----- | ----- | ----- | ----- | - | ------ | - |
| 01.08 | 19:00 | Argentyna | 3:1   | Kuba      | 21:25 | 25:18 | 25:19 | 25:20 |   | 1175   |   |
| 01.08 | 21:00 | Brazylia  | 3:1   | Portoryko | 25:27 | 25:14 | 25:20 | 33:31 |   | 1975   |   |

### Mecz o 5 miejsce
| Data  | Godz. | Drużyna 1 | Wynik | Drużyna 2 | 1     | 2     | 3     | 4     | 5 | Widzów | * |
| ----- | ----- | --------- | ----- | --------- | ----- | ----- | ----- | ----- | - | ------ | - |
| 02.08 | 15:00 | Meksyk    | 3:1   | Kanada    | 25:18 | 25:20 | 20:25 | 25:17 |   | 1750   |   |

### Mecz o 3 miejsce
| Data  | Godz. | Drużyna 1 | Wynik | Drużyna 2 | 1     | 2    | 3     | 4     | 5 | Widzów | * |
| ----- | ----- | --------- | ----- | --------- | ----- | ---- | ----- | ----- | - | ------ | - |
| 02.08 | 17:00 | Portoryko | 1:3   | Kuba      | 25:20 | 9:25 | 18:25 | 17:25 |   | 1700   |   |

### Finał
| Data  | Godz. | Drużyna 1 | Wynik | Drużyna 2 | 1     | 2     | 3     | 4     | 5     | Widzów | * |
| ----- | ----- | --------- | ----- | --------- | ----- | ----- | ----- | ----- | ----- | ------ | - |
| 02.08 | 19:00 | Brazylia  | 2:3   | Argentyna | 27:25 | 17:25 | 22:25 | 27:25 | 10:15 | 1875   |   |

## Nagrody indywidualne
| MVP               | Najlepszy punktujący | Najlepszy atakujący | Najlepsi środkowi             | Najlepszy zagrywający | Najlepszy rozgrywający | Najlepsi skrzydłowi                  | Najlepszy libero     | Najlepszy broniący   | Najlepszy przyjmujący |
| ----------------- | -------------------- | ------------------- | ----------------------------- | --------------------- | ---------------------- | ------------------------------------ | -------------------- | -------------------- | --------------------- |
| Ezequiel Palacios | Alan Souza           | Alan Souza          | Flávio Gualberto Roamy Alonso | David Wieczorek       | Matías Sánchez         | Ezequiel Palacios Miguel Ángel López | Román García Álvarez | Román García Álvarez | Román García Álvarez  |

## Klasyfikacja końcowa
| Miejsce | Reprezentacja     |
| ------- | ----------------- |
| złoto   | Argentyna         |
| srebro  | Brazylia          |
| brąz    | Kuba              |
| 4       | Portoryko         |
| 5       | Meksyk            |
| 6       | Kanada            |
| 7       | Stany Zjednoczone |
| 8       | Chile             |
| 9       | Kolumbia          |
| 10      | Dominikana        |
| 11      | Gwatemala         |
| 12      | Peru              |